# Afro trap
Genres associés
Drill, hip-hop français, afrobeat, coupé-décalé, rumba congolaise
L'afro trap — aussi orthographié afrotrap et afro-trap — est un genre musical mêlant trap et divers éléments issus des musiques africaines. L'afro trap émerge au milieu des années 2010 en France sous l'impulsion du rappeur MHD, précurseur du genre.

## Description
L'afro trap est un mélange de trap et divers éléments issus des musiques africaines. Il est principalement pratiqué par les jeunes d'origine africaine des banlieues de grandes villes françaises. La chaîne de télévision franco-allemande Arte a décrit le style de musique afro trap  comme « La musique d’une génération qui a grandi entre les sons de l’Afrique et des États-Unis ».
Le genre a gagné en popularité grâce au monde du football. Des joueurs comme Paul Pogba, Alexandre Lacazette, Samuel Umtiti, Adrien Rabiot ainsi que d'autres joueurs en Afrique, en Europe et en Chine[Par exemple ?], ont célébré leurs buts avec les pas de danse afro trap. De même que le football et les autres sports de balle[réf. nécessaire] sont une source d'inspiration pour les artistes d'afro trap parce que ces sports font souvent partie de leurs vies[style à revoir].
L'artiste MHD, un rappeur français d'origine guinéo-sénégalaise, est considéré comme le pionnier de ce genre qu'il a appelé « afro trap »,. D'autres praticiens de ce genre incluent les artistes Niska et Naza tous deux français d'origine brazza-congolaise. On[Qui ?] peut citer aussi Y du V, Afrojuice 195, Junior Bvndo, Brazza et DOXMV,.